# Obila defensata
Obila defensata är en fjärilsart som beskrevs av Walker 1862. Obila defensata ingår i släktet Obila och familjen mätare. Inga underarter finns listade i Catalogue of Life.